# Средсавице
Средсавице је стари српски народни празник и представља средишни дан Савиног поста, односно поста који се некад упражњавао уочи дана Светог Саве. Обичај се најдуже сачувао у Шумадији (околина Такова).
Средсавице се обележава три дана после Богојављења, а три дана пред Савиндан. Све донедавно сељаци нису радили овога дана. Некада, поготову док је већина становништва живела од сточарског привређивања, био је врло раширен светосавски пост. Седмицу пред Светог Саву се строго постило. Пост је започиљан од Јовањдана, кад су Савине покладе, тј дан када се још може јести мрсно, а завршавао је на дан Светог Саве. У Лици, је такоће међу српским становништвом сачувано предање о овом посту и празнику.